# Kes (Star Trek)

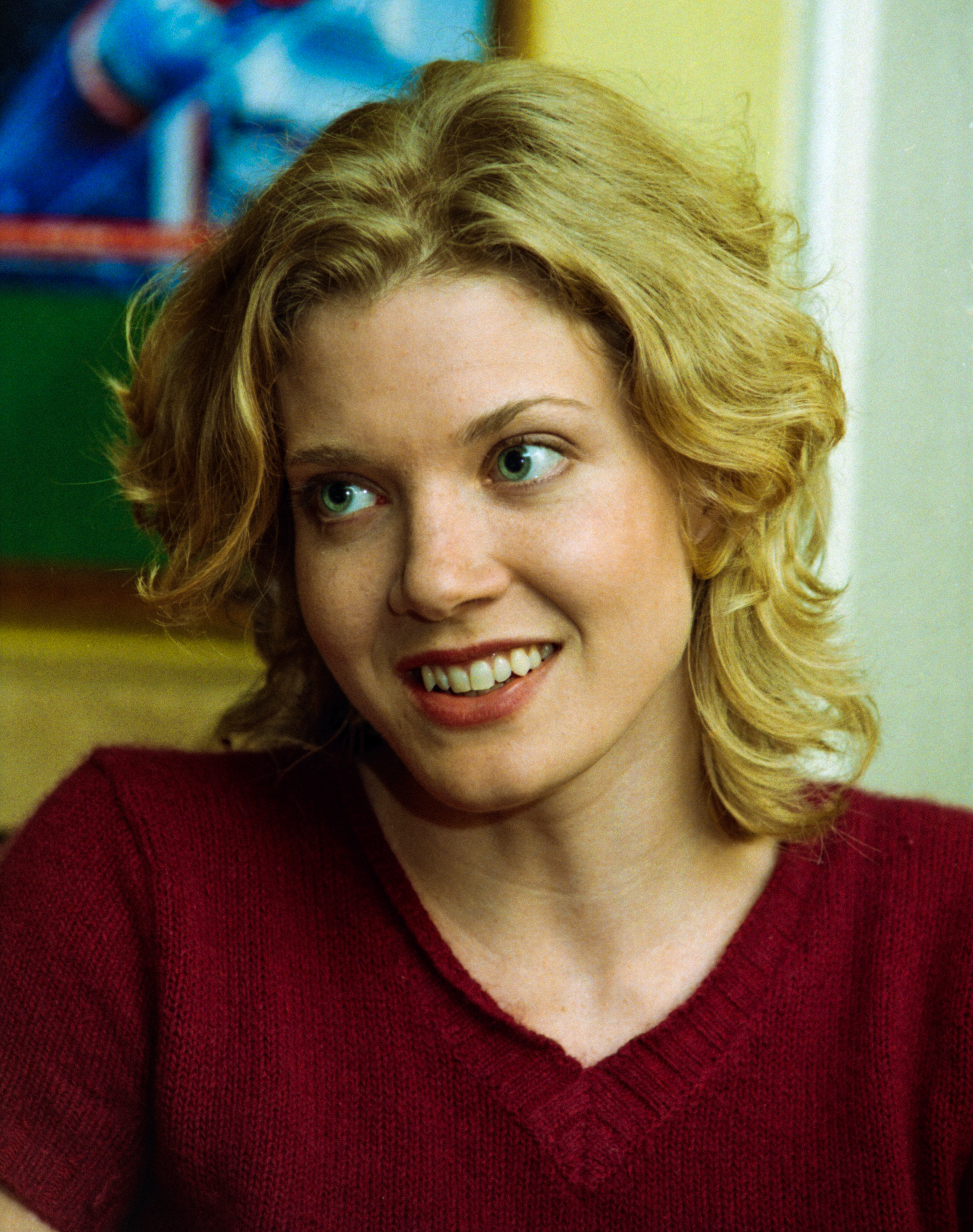
Jennifer Lien, actriz que interpreta a "Kes"

Kes es un personaje de ficción en la serie de televisión Star Trek: Voyager, interpretado por Jennifer Lien. 
Fue una personaje regular durante las tres primeras temporadas, dejando la serie en la temporada cuatro episodio (Temporada 4, capítulo 2, "El obsequio"). Hizo una aparición especial dos temporadas más tarde. 

## Descripción del personaje
Kes es una ocampa, nativa del cuadrante Delta, con una expectativa de vida de sólo nueve años. Su padre se llama Benaren. Al principio de la serie, Kes sube a bordo de la USS Voyager con su pareja, Neelix, que la liberó de los kazon. Kes fue capturada por los kazon durante su intento de escapar del aburrimiento de su vida con los ocampa, con la esperanza de desarrollar su poderes psíquicos, que se rumoreaba que sus antepasados habían poseído en gran medida. Los ocampa habían olvidado desarrollar estas habilidades por el cómodo estilo de vida al que los había acostumbrado una entidad que los protegía, llamada "El guardián" (Temporada 1, capítulos 1 y 2, "El Guardián"). 
Durante su estancia a bordo de la Voyager, Kes se hace cargo de una huerta hidropónica en la bodega de carga 2. También desarrolla una estrecha relación de amistad con el Doctor como su asistente técnico médico. Kes recibe formación médica y ayuda al Doctor a aprender a interactuar más fácilmente con la tripulación y a entender que él es un individuo con derecho a explorar y desarrollar su individualidad. También le ayuda a desarrollar habilidades sociales, como ayudar a obtener una cita romántica con la doctora Vidiiana Danara Pel (Temporada 2, capítulo 19 "Signos vitales"), y la consuela cuando fallece su hija en una simulación holográfica que hace el Doctor para vivir la experiencia de una familia (Temporada 3, capítulo 22, "Vida Real"). 
Kes también se convierte en amiga y estudiante de Tuvok (aunque Tuvok continuamente dice que como vulcano no tiene amigos, por lo menos si siente su simpatía), que la ayudará a desarrollar y aprender a controlar sus habilidades psíquicas. 
En el episodio (Temporada 3 Capítulo 21, "Antes y después"), Kes participa en la confrontación que la Voyager sostiene durante un año con los Krenim, resulta infectada con partículas de un torpedo cronotón (un arma ficticia que vulnera las defensas de la nave debido a que cuentan con un desfasamiento de tiempo debido al uso de partículas cronotón). Tiempo después, Kes se casa con Tom Paris, y tienen una hija llamada Linnis (el nombre de la madre de Kes). Está se casa más tarde con Harry Kim y tienen un hijo llamado Andrés, nieto de Kes y Tom. En este momento, Kes tiene nueve años y está dispuesta a aceptar su muerte en la edad normal para los ocampa. El Doctor, sin embargo, no lo está, por lo que diseña una cámara bio-temporal para retrasar su envejecimiento que tiene el efecto no intencional de reactivar las partículas cronotónicas latentes en el cuerpo de Kes, remanentes del torpedo krenin. Esto provoca que Kes inicie un viaje hacia atrás en la línea de tiempo en su vida; Kes logra entender lo que está pasando, y una vez que ha viajado de vuelta a la época que corresponde a una tiempo anterior del conflicto de la Voyager con los krenin, le informa al Doctor lo que le está pasando relvela de la frecuencia temporal de torpedo cronotón. Esto permite al Doctor diseñar un tratamiento y restablecer a Kes a la normalidad en la sincronización temporal. También hace que los acontecimientos de la Kes futuroaincluyendo su matrimonio con Tom París, así como de su hija Linnis, queden en una línea temporal alternativa, por lo que nunca llega a pasar. No obstante, está todavía en condiciones de informar acerca de capitán Kathryn Janeway sobre el próximo "Año de Infierno". 
Kes tiene una relación romántica con Neelix, pero más tarde termina la relación después de que ella decida que él es demasiado celoso, asfixiante y sobreprotector. 
En el episodio (Temporada 3, capítulo 10, "El Señor de la Guerra"), Kes trata las heridas de un hombre Ilarano sin saber que se trataba del ex tirano Tieran. Al detectar él los poderes de Kes, Tieran se transfiere a la mente de la ocampa antes de fallecer, para lograr su objetivo de volver a conquistar Ilara. Después de que Tieran entre en su mente, Kes secretamente roba un transportador para ir a Ilara. Después de cruentas batallas y gracias a la infiltración de los tripulantes de la Voyager, Tieran es expulsado de su mente, pero ella queda traumatizada por los actos de violencia en los que participó, Tuvok le dice que ella tendrá que adaptarse y aprender de la experiencia, y que nunca será la misma de antes. 
La Voyager más tarde se involucra en un conflicto importante entre los Borg y los misteriosos alienígenas conocidos como Especie 8472 (Temporada 3, capítulo 26, y Temporada 4, capítulo 1, "Escorpión"). Debido en parte a su exposición a los impresionantes poderes telepáticas de la Especie 8472, Kes pronto comienza a "evolucionar" a un estado de ser diferente. No puede permanecer en la Voyager, pero antes de abandonarlos utiliza su recién adquiridos poderes para lanzar Voyager con seguridad más allá del área de influencia de los Borg, 9.500 años luz más cerca de la Tierra (Temporada 4, capítulo 2, "El Obsequio"). Justo antes de Kes abandone la nave, Neelix admite que siempre ha intentado protegerla a sus espaldas, y ella responde que aún lo ama. 
Kes posteriormente visita la Voyager en un viaje temporal (Temporada 6, Capítulo 23 "Furia"). Ahora parece mucho más avejentada, mucho más potente, y vengativa llena de rencor hacia la Voyager. Afortunadamente, después de que ella abruptamente viaja al pasado, intentando que la Voyager caiga en manos de los vidiianos. Usando este conocimiento anticipándose a los hechos, en el presente, Janeway y Tuvok crean un holograma de Kes para que explique a su futura Kes su amor por la tripulación, y lo mucho que habían cuidado de ella, por lo tanto, muestra que su odio es irracional. El episodio termina con el viaje en nave de vuelta al mundo ocampa.

## Características del personaje

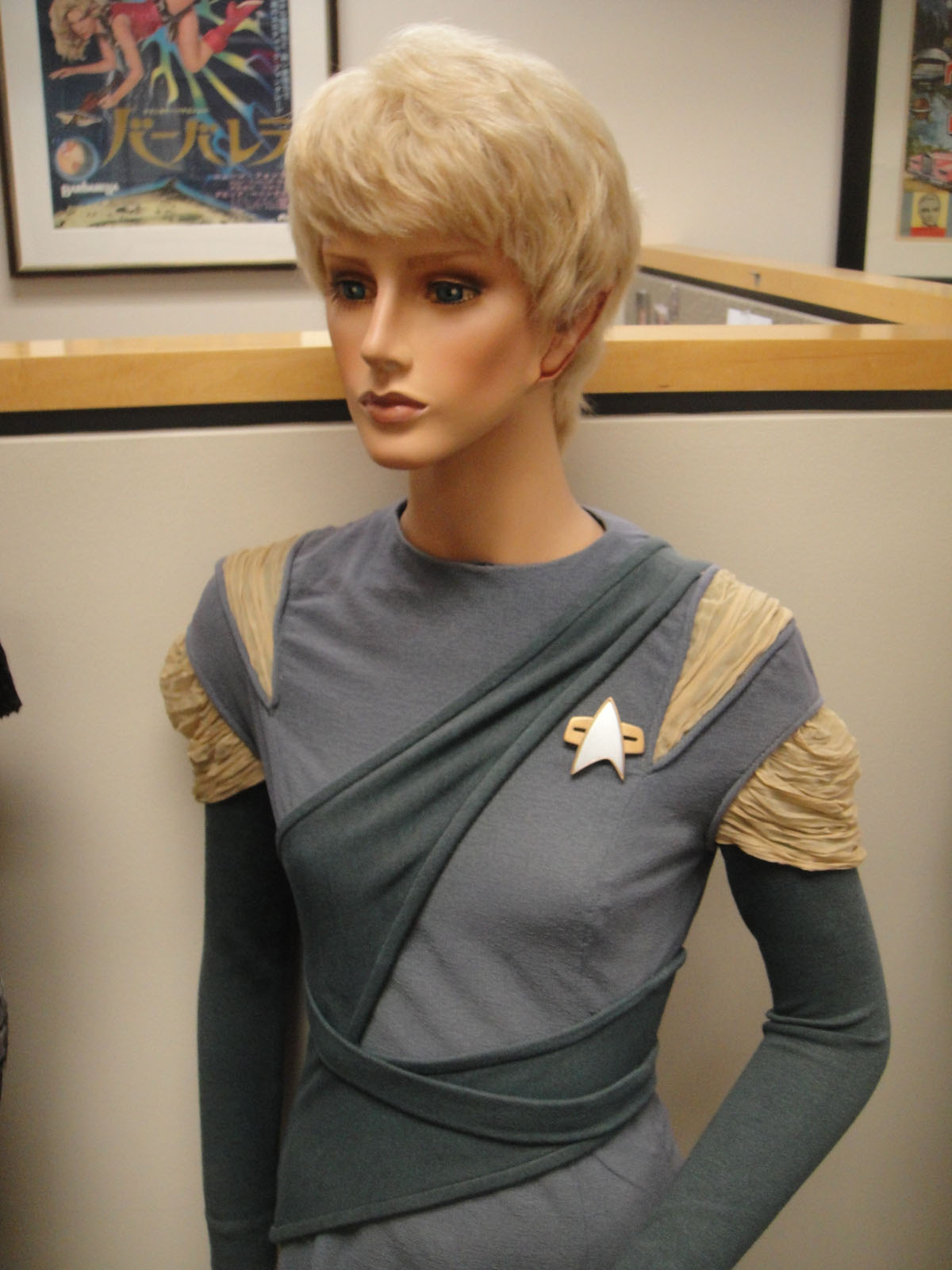
Uniforme de Kes

Kes es una mujer dulce y tranquila con un sentido espiritual. Su primera actitud es rebelde ante los ocampa, quienes se niegan a dejar la cómoda vida que disfrutan para explorar sus capacidades psíquicas, desaparece por completo al abordar la Voyager; es la tripulante ideal: obediente, creativa, inquisitiva, dispuesta a respetar la línea de mando, sólo levanta su voz para denunciar lo que considera como injusticias (como el trato que se le da al Doctor la tripulación como un simple adminículo tecnológico); narrativamente su carácter ofrece pocas posibilidades por lo que los escritores desarrollaron historias alrededor de ella basadas en sus poderes psíquicos; su lugar es ocupado por la borg Siete de Nueve quién es, como personaje, diametralmente opuesta, su imagen sumamente sexual contrasta con la imagen anodina de una kes casi adolescente, asimismo, el carácter confrontativo de la borg, su rebeldía, desprecio por la imperfección humana y el drama de su origen contrasta con la ocampa lo que dio una vuelta de tuerca a la serie, que para muchos era necesaria.

## Trivia
Gracias a sus poderes, Kes logra ver estructuras por debajo del nivel subatómico (Temporada 4, capítulo 2 "El Obsequio").
Su huerta hidropónica es sustituida por los nichos borg en la bodega de carga 2.